# Stare-Wierchy-Hütte
Die Stare-Wierchy-Hütte (pl. Schronisko PTTK na Starych Wierchach) liegt auf einer Höhe von 968 m ü. NN in Polen in den Beskiden auf dem nördlichen Berghang des Turbacz. Die Hütte hat 39 Planbetten.

## Geschichte
Die erste Hütte wurde 1932 erbaut. Im Zweiten Weltkrieg wurde sie von Partisanen genutzt und brannte 1945 ab. Im Jahr 1972 entschloss man sich, die Hütte wieder aufzubauen. Sie wurde nach Czesław Trybowski benannt.

## Gipfelbesteigungen
Gipfel in der näheren Umgebung der Hütte sind:
- Turbacz (1310 m)